# Google Cloud Storage
A Google Cloud Storage egy tárhely szolgáltatás, egy REST-alapú webalkalmazás, amely lehetővé teszi hogy a felhasználói adatot tároljanak a Google szerver infrastruktúráján.

## Képességei
- A Google Cloud Storage kompatibilis az Amazon S3 és az Eucalyptus Systems szolgáltatásaival, így az azokon működő alkalmazások könnyen portolhatóak.[1]
- A tárhelyre való feltöltések atomi műveletekként működnek[2]
- A jogosultságok kezelésére ACL-eket használ.
- Az esetleg megszakadt feltöltések folytathatóak.[3]